# John Merton
John Merton (né Myrtland Vivian LaVarre ; 18 février 1901 – 19 septembre 1959) est un acteur américain. Il apparaît dans plus de 250 films entre 1927 et 1959, jouant essentiellement des rôles de méchants.

## Biographie
Né à Washington, il grandit sur la Côte est avec sa famille. Il commence une carrière d'acteur de théâtre en 1919 après son service militaire dans la Navy lors de la Seconde Guerre mondiale. Il se marie une première fois en septembre 1921,. Il commence à jouer dans des films en 1927 sur New-York ; puis part s'installer à Los Angeles en 1932 avec toute sa famille (il a alors quatre enfants) pour travailler à Hollywood. C'est le réalisateur Cecil B. DeMille qui, impressionné par son jeu dans The Red Rider, lui propose un petit rôle dans Cléopâtre et lui conseille de changer de nom d'acteur. Mert LaVerre devient John Merton en 1934.
Avec sa carrure et sa mâchoire carrée, il joue de nombreux rôles de méchants, des seconds rôles d'homme de main de l'antagoniste du film, s'opposant presque toujours au héros. Présent essentiellement dans le genre western, il joue dans plusieurs serials de Republic Pictures mais aussi dans plusieurs films de Cecil B. de Mille et de Sam Newfield. Très prolifique, il va jusqu'à jouer entre 15 et 20 films par an entre 1936 et 1946 (le maximum étant de 20 en 1943).
Dans Feature Players de Tom et Jim Goldrup, son fils Bob LaVarre indique que John Merton aimait la vie festive et les soirées de Hollywood et appréciait particulièrement les femmes, n'hésitant pas à découcher pendant plusieurs jours,. Ce qui poussa sa femme Esther à demander le divorce et la garde de leurs six enfants, deux garçons et quatre filles, en 1940. Il se remarie en 1942 avec Ellen, une infirmière.
Au début des années 1950, il apparaît dans de nombreuses séries télévisées mais les rôles finissent par se raréfier. En 1956, il devient technicien travaillant sur les négatifs dans le laboratoire cinématographique de la MGM,. John Merton meurt d’une crise cardiaque le 19 septembre 1959 à son domicile de Los Angeles. Il est enterré au Valhalla Memorial Park de North Hollywood. Sa femme mourra 6 mois plus tard.
Ses deux fils, Lane Bradford et Robert « Bob » LaVarre, sont devenus acteurs. Lane Bradford (en) (né John Myrtland Le Varre, Jr., 1922-1973) aura le même type de carrière que son père : il jouera de nombreux rôles de « dur à cuire », hommes de mains et méchants.

## Filmographie

### Cinéma

#### Années 1920
- 1927 : Knockout Reilly de Malcolm St. Clair : Buck Lennard
- 1927 : Dans la peau du lion (Running Wild) de Gregory La Cava : officier de police
- 1928 : Love at first flight de Edward F. Cline : non crédité (court-métrage)

#### Années 1930
- 1933 : Capturé (Captured!) de Roy Del Ruth : un prisonnier de guerre (non crédité)
- 1933 : Les Compagnons de la Nouba (Sons of the Desert) de William A. Seiter : non crédité

- 1934 : Whom the Gods Destroy de Walter Lang : un marin (non crédité)
- 1934 : Beyond the Law de D. Ross Lederman : un policier
- 1934 : The Red rider de Lew Landers : Buck Jones
- 1934 : The Age of Innocence de Philip Moeller : John (non crédité)
- 1934 : Cléopâtre de Cecil B. DeMille : un garde romain
- 1934 : La Course de Broadway Bill (Broadway Bill) de Frank Capra : homme de main de Morgan

- 1935 : Le Cavalier miracle (The Miracle Rider) de B. Reeves Eason et Armand Schaefer : le messager dans le prologue (non crédité)
- 1935 : Hop-a-Long Cassidy d'Howard Bretherton : un invité de la fête
- 1935 : The Eagle's Brood (en) de Howard Bretherton : Ed, un homme de main
- 1935 : Bar 20 Rides Again (en) d'Howard Bretherton : Carp, un homme de main

- 1936 : Border Caballero de Sam Newfield : Runnyian
- 1936 : Call of the Prairie (en) d'Howard Bretherton : Arizona
- 1936 : Lightnin' Bill Carson de Sam Newfield : 'Breed' Hawkins
- 1936 : Undersea Kingdom de B. Reeves Eason et Joseph Kane : Moloch
- 1936 : Wolves of the Sea d'Elmer Clifton : Mitchell
- 1936 : Aces and Eights (en) de Sam Newfield : Card Sharp
- 1936 : Wildcat Trooper d'Elmer Clifton : Henry McClain
- 1936 : The Lion's Den (en) de Sam Newfield : Single-Shot Smith
- 1936 : The Crooked Trail de S. Roy Luby : Harve Tarlton
- 1936 : Zorro l'Indomptable (The Vigilantes Are Coming) de Ray Taylor et Mack V. Wright : Rance Talbot
- 1936 : The Three Mesquiteers de Ray Taylor : Bull
- 1936 : A Tenderfoot Goes West de Maurice G. O'Neill : Jake, homme de main
- 1936 : Daniel Boone de David Howard : messager de Richmond (non crédité)
- 1936 : The Gun Ranger de Robert N. Bradbury : Kemper Mills
- 1936 : Fury Below d'Harry L. Fraser : Emil
- 1936 : The Bold Caballero de Wells Root : un sergent (non crédité)

- 1937 : Valley of Terror d'Albert Herman : Mark Flemming
- 1937 : Headline Crasher de Leslie Goodwins : Tony Scarlotti
- 1937 : Law of the Ranger de Spencer Gordon Bennet : Bill Nash
- 1937 : Behind the Headlines de Richard Rosson : un garde (non crédité)
- 1937 : Voleurs d'or (en) (Blazing Sixes)  de Noel M. Smith : Jim Hess
- 1937 : Drums of Destiny de Ray Taylor : Toby Simmons
- 1937 : Slaves in Bondage d'Elmer Clifton : Nick Costello
- 1937 : Gunsmoke Ranch (en) de Joseph Kane : Clem Jurgins
- 1937 : The Law Commands de William Nigh : Frank Clark
- 1937 : Range Defenders (en) de Mack V. Wright : homme de main
- 1937 : Galloping Dynamite d'Harry L. Fraser : Reed
- 1937 : The Rangers Step In de Spencer Gordon Bennet : Martin
- 1937 : Atlantic Flight de William Nigh : non crédité
- 1937 : Roaring Six Guns de J.P. McGowan : Mile-a-way Roberts
- 1937 : L'Espionne de Castille (The Firefly) de Robert Z. Leonard : officier français annonçant l'abdication
- 1937 : Arizona Gunfighter de Sam Newfield : Farley, homme de main de Durkin
- 1937 : Federal Bullets de Karl Brown : Manny Goe, homme de main
- 1937 : Colorado Kid de Sam Newfield : greffier de la Cour
- 1937 : Boy of the Streets de William Nigh : sergent de police (non crédité)

- 1938 : Sergeant Murphy de B. Reeves Eason : un soldat de cavalerie (non crédité)
- 1938 : Les Flibustiers (The Buccaneer) de Cecil B. DeMille : un pirate abattu par Lafitte (non crédité)
- 1938 : Les Justiciers du Far-West (The Lone Ranger) de John English et William Witney : Kester, homme de main
- 1938 : Land of Fighting Men d'Alan James : Flint
- 1938 : Knight of the Plains de Sam Newfield : Carson alias Pedro de Cordoba
- 1938 : Two Gun Justice d'Alan James : Bart
- 1938 : Gunsmoke Trail de Sam Newfield : Bill Larson se faisant passer pour Moose Walters
- 1938 : The Fighting Devil Dogs de John English et William Witney : Thompson (non crédité)
- 1938 : Dick Tracy Returns de John English et William Witney : Champ Stark
- 1938 : Riders of the Black Hills de George Sherman : le patron du théâtre furieux
- 1938 : Gang Bullets de Lambert Hillyer : Red Hampton
- 1938 : Songs and Saddles (en) d'Harry L. Fraser : Rocky Renaut
- 1938 : Marie-Antoinette de W.S. Van Dyke : soldat annonçant la naissance
- 1938 : Phantom Ranger de Sam Newfield : homme de main de Bud
- 1938 : L'Ange impur (The Shopworn Angel) de H.C. Potter : un soldat
- 1938 : Where the Buffalo Roam d'Albert Herman : Foster
- 1938 : Female Fugitive de William Nigh : homme de main
- 1938 : Toute la ville danse (The Great Waltz) de Julien Duvivier : un révolutionnaire (non crédité)

- 1939 : Zorro et ses légionnaires (Zorro's Fighting Legion) de William Witney et John English : Manuel
- 1939 : Code of the Fearless de Raymond K. Johnson : Red Kane
- 1939 : Four Girls in White de S. Sylvan Simon : John, l'homme à l'accident
- 1939 : In Old Montana de Raymond K. Johnson : Ed Brandt
- 1939 : Two Gun Troubador (en) de Raymond K. Johnson : Bill Barton
- 1939 : Rough Riders' Round-up de Joseph Kane : (non crédité)
- 1939 : The Lady's from Kentucky d'Alexander Hall : un joueur (non crédité)
- 1939 : Pacific Express (Union Pacific) de Cecil B. DeMille : un ouvrier (non crédité)
- 1939 : La Lutte pour le ranch (Three Texas Steers) de George Sherman : Mike Abbott
- 1939 : Les Trois diables rouges (Daredevils of the Red Circle) de John English et William Witney : Davis
- 1939 : L'Homme au masque de fer (The Man in the Iron Mask) de James Whale : un soldat (non crédité)
- 1939 : Renegade Trail de Lesley Selander : Tex Traynor, homme de main
- 1939 : Flaming Lead de Sam Newfield : gérant du Club
- 1939 : The Great Commandment d'Irving Pichel : sous-officier

#### Années 1940

##### 1940-1944
- 1940 : Le Grand passage (Northwest Passage, Book I - Rogers' Rangers) de King Vidor : Lieutenant Dunbar (non crédité)
- 1940 : Drums of Fu Manchu de John English et William Witney : Loki
- 1940 : L'Escadron noir (Dark Command) de Raoul Walsh : Cantrell Man
- 1940 : Billy the Kid Outlawed (en) de Sam Newfield : Lije Ellis
- 1940 : Billy the Kid in Texas de Sam Newfield : Flash
- 1940 : Covered Wagon Days de George Sherman : homme de main
- 1940 : Frontier Crusader de Sam Newfield : Hippo Potts, homme de main
- 1940 : The Return of Wild Bill (en) de Joseph H. Lewis : Dusty Donahue (non crédité)
- 1940 : Queen of the Yukon de Phil Rosen : Charlie (non crédité)
- 1940 : Les Tuniques écarlates (North West Mounted Police) de Cecil B. DeMille : l'archer métis (non crédité)
- 1940 : The Trail Blazers de George Sherman : Mason, homme de main
- 1940 : Melody Ranch de Joseph Santley : homme de main
- 1940 : Lone Star Raiders de George Sherman : Dixon, homme de main
- 1940 : The Green Hornet Strikes Again! de Ford Beebe et John Rawlins : un voyou à l'arrière du camion (non crédité)

- 1941 : White Eagle de James W. Horne : homme de main
- 1941 : Two Gun Sheriff de George Sherman : un citadin (non crédité)
- 1941 : Une Femme de trop (Our Wife) de John M. Stahl : un officier (non crédité)
- 1941 : I Was a Prisoner on Devil's Island de Lew Landers : un garde (non crédité)
- 1941 : Mystery Ship de Lew Landers : un garde (non crédité)
- 1941 : Under Fiesta Stars de Frank McDonald : Tommick, homme de main
- 1941 : The Gunman from Bodie de Spencer Gordon Bennet : Bill Cook, homme de main
- 1941 : The Bandit Trail d'Edward Killy : informateur (non crédité)
- 1941 : Sea Raiders de Ford Beebe et John Rawlins : garde de l'île
- 1941 : Au sud de Tahiti (South of Tahiti) de George Waggner : marin barbu
- 1941 : Gauchos of El Dorado de Lester Orlebeck : Curly Kid (non crédité)
- 1941 : A Missouri Outlaw de George Sherman : Bancroft, homme de main
- 1941 : Dick Tracy vs. Crime, Inc. (en) de John English et William Witney : Brent (non crédité)
- 1942 : Don Winslow of the Navy de Ford Beebe et Ray Taylor : (non crédité)
- 1942 : Arizona Terrors de George Sherman : homme de main (non crédité)
- 1942 : Les Naufrageurs des mers du Sud (Reap the Wild Wind) de Cecil B. DeMille : homme d'équipage (non crédité)
- 1942 : Prairie Pals de Sam Newfield : Ed Blair, homme de main
- 1942 : Boot Hill Bandits de S. Roy Luby : Brand Bolton
- 1942 : The Wife Takes a Flyer de Richard Wallace : soldat allemand (non crédité)
- 1942 : Billy the Kid's Smoking Guns de Sam Newfield : Morgan
- 1942 : Down Texas Way (en) de Howard Bretherton : Steve
- 1942 : Embrassons la mariée (They All Kissed the Bride) d'Alexander Hall : serveur (non crédité)
- 1942 : Flight Lieutenant de Sidney Salkow : l'aide du Major Thompson (non crédité)
- 1942 : L'Agent invisible (Invisible Agent) de Edwin L. Marin : soldat allemand (non crédité)
- 1942 : Law and Order de Sam Newfield : homme de main
- 1942 : Sheriff of Sage Valley de Sam Newfield : Nick Gaynor
- 1942 : Along the Sundown Trail de Sam Newfield : Jake, homme de main
- 1942 : The Lone prairie de William Berke : Ed Slade, homme de main (non crédité)
- 1942 : The Mysterious Rider de Sam Newfield : Dalton Sykes

- 1943 : Les Enfants d'Hitler (Hitler's Children) d'Edward Dmytryk : officier de la Gestapo (non crédité)
- 1943 : Un commando en Bretagne (Assignment in Brittany) de Jack Conway : agent de la Gestapo (non crédité)
- 1943 : Fugitive of the Plains de Sam Newfield : l'adjoint arrêtant Fuzzy
- 1943 : Land of Hunted Men de S. Roy Luby : Pelham
- 1943 : Sagebrush Law de Sam Nelson : Burl Mason, homme de main
- 1943 : My Son, the Hero (it) d'Edgar G. Ulmer : George Washington à la fête costumée (non crédité)
- 1943 : They Came to Blow Up America d'Edward Ludwig : policier (non crédité)
- 1943 : Cowboy Commandos de S. Roy Luby : Larry Fraser, homme de main
- 1943 : Hitler's Madman de Douglas Sirk : Muller (non crédité)
- 1943 : The Law Rides Again (en) d'Alan James : Spike, homme de main
- 1943 : Fighting Valley (en) d'Oliver Drake : Dan Wakely
- 1943 : Destroyer de William A. Seiter : quartier-maître (non crédité)
- 1943 : Black Market Rustlers de S. Roy Luby : Parry, homme de main
- 1943 : Les Aventures de quatre élèves pilotes (Adventures of the Flying Cadets) de Lewis D. Collins et Ray Taylor : homme de main (non crédité)
- 1943 : Bullets and Saddles (en) d'Anthony Marshall : Mike Phelps, homme de main
- 1943 : Devil Riders de Sam Newfield : Jim Higgins
- 1943 : La Croix de Lorraine (The Cross of Lorraine) de Tay Garnett : un garde nazi
- 1943 : Femmes enchaînées (Women in Bondage) de Steve Sekely : officier SS
- 1943 : Phony Express de Del Lord : homme de main
- 1943 : For God and Country : Brig Turnkey (non crédité)

- 1944 : Pas un n'échappera (None Shall Escape) d'André de Toth : un citadin (non crédité)
- 1944 : Texas Masquerade de George Archainbaud : homme de main
- 1944 : Two-Man Submarine (en) de Lew Landers : officier nazi
- 1944 : Inconnu à cette adresse (Address Unknown) de William Cameron Menzies : allemand en colère
- 1944 : The Black Parachute de Lew Landers : soldat (non crédité)
- 1944 : Valley of Vengeance (en) de Sam Newfield : homme de main
- 1944 : Mystery Man de George Archainbaud : Bill
- 1944 : The Last Horseman (en) de William Berke : (non crédité)
- 1944 : Fuzzy Settles Down de Sam Newfield : homme de main
- 1944 : U-Boat Prisoner de Lew Landers : Officier Elsner (non crédité)
- 1944 : West of the Rio Grande de Lambert Hillyer : Wade Gunnerson
- 1944 : Kismet de William Dieterle : (non crédité)
- 1944 : Land of the Outlaws de Lambert Hillyer : Dan Broderick
- 1944 : Une romance américaine (An American Romance) de King Vidor : Eddie, un ouvrier de l'aciérie
- 1944 : Girl Rush de Gordon Douglas : Scully
- 1944 : Zorro le vengeur masqué (Zorro's Black Whip) de Spencer Gordon Bennet et Wallace Grissell : Ed Harris, homme de main
- 1944 : Ghost Guns de Lambert Hillyer : Matson
- 1944 : Gentle Annie d'Andrew Marton : ingénieur (non crédité)

##### 1945-1949
- 1945 : Jungle Queen de Lewis D. Collins et Ray Taylor : garde de la mine (non crédité)
- 1945 : Brenda Starr, Reporter de Wallace Fox : Joe Schultz
- 1945 : The Master Key (en) de Lewis D. Collins et Ray Taylor : Vogel, membre du conseil
- 1945 : Stranger from Santa Fe de Lambert Hillyer : Cy Manning
- 1945 : Flame of the West de Lambert Hillyer : Carl Compton
- 1945 : Oregon Trail de Thomas Carr : Dalt Higgins
- 1945 : Le Grand Bill (Along Came Jones) de Stuart Heisler : un joueur de carte (non crédité)
- 1945 : Secret Agent X-9 de Lewis D. Collins et Ray Taylor : Parker (non crédité)
- 1945 : Rustlers' Hideout de Sam Newfield : Harry Stanton
- 1945 : Nos vignes ont de tendres grappes (Our Vines Have Tender Grapes) de Roy Rowland : le fermier avec deux veaux (non crédité)
- 1945 : Bandits of the Badlands de Thomas Carr : Cort McKinnon
- 1945 : The Crimson Canary de John Hoffman : homme au bar (non crédité)
- 1945 : Who's Guilty? (en) de Howard Bretherton et Wallace Grissell : policier (non crédité)
- 1945 : The Cherokee Flash de Thomas Carr : Mark Butler, dit Blackie

- 1946 : Border Bandits de Lambert Hillyer : Spike, homme de main
- 1946 : Girl on the Spot de William Beaudine : Mug (non crédité)
- 1946 : Les Demoiselles Harvey (The Harvey Girls) : un joueur (non crédité)
- 1946 : The Haunted Mine de Derwin Abrahams : Steve Twining
- 1946 : Gilda de Charles Vidor : policier (non crédité)
- 1946 : The People's Choice d'Harry L. Fraser : Grant Evans
- 1946 : Hop Harrigan America's Ace of the Airways de Derwin Abrahams : Dr Tobor
- 1946 : Le Gai cavalier (The Gay Cavalier) de William Nigh : Lewis
- 1946 : Galloping Thunder de Ray Nazarro : Regan, homme de main (non crédité)
- 1946 : Night in Paradise d'Arthur Lubin : marin (non crédité)
- 1946 : Her Kind of Man de Frederick de Cordova : (non crédité)
- 1946 : The Desert Horseman de Ray Nazarro : Rex Young (non crédité)
- 1946 : Heading West de Ray Nazarro : Kelso, homme de main (non crédité)
- 1946 : Shadows on the Range de Lambert Hillyer : Paul Emery
- 1946 : Les Archers de Robin des bois (Son of the Guardsman) : Lord Hampton

- 1947 : Les Vengeurs du sud (Raiders of the South) de Lambert Hillyer : Preston Durant
- 1947 : Jack Armstrong de Wallace Fox : Gregory Pierce (non crédité)
- 1947 : Les Conquérants d'un nouveau monde (Unconquered) de Cecil B. DeMille : une sentinelle au bal
- 1947 : Embrassons-nous (I Wonder Who's Kissing Her Now) de Lloyd Bacon : Président Théodore Roosevelt
- 1947 : Cheyenne Takes Over de Ray Taylor : Bart McCord
- 1947 : Les Aventures de Brick Bradford (en) (Brick Bradford) de Spencer Gordon Bennet et Thomas Carr : Dr Gregor Tymak

- 1948 : Mon héros (A Southern Yankee) d'Edward Sedgwick : un colon (non crédité)
- 1948 : Trail to Laredo de Ray Nazarro : Sheriff Kennedy (non crédité)
- 1948 : La Rivière rouge (Red River) d'Howard Hawks et Arthur Rosson : un cavalier (non crédité)
- 1948 : The Golden Eye de William Beaudine : un mineur (non crédité)
- 1948 : Parole, Inc. d'Alfred Zeisler : capitaine de police (non crédité)

- 1949 : Outlaw Country de Ray Taylor : Marshal Clark
- 1949 : El Paso, ville sans loi (El Paso) de Lewis R. Foster : Dutch (non crédité)
- 1949 : La Tribu perdue (The Lost Tribe) de William Berke : Kesler (non crédité)
- 1949 : The Blazing Trail de Ray Nazarro : Brady, le garde de la maison (non crédité)
- 1949 : Haunted Trails de Lambert Hillyer : Shériff Charlie Coombs
- 1949 : Les Bas-fonds de Frisco (Thieves' Highway) de Jules Dassin : policier (non crédité)
- 1949 : Western Renegades (en) de Wallace Fox : le forgeron Smitty
- 1949 : The Wolf Hunters de Budd Boetticher : le commis des postes (non crédité)
- 1949 : Riders of the Dusk de Lambert Hillyer : Art, homme de main
- 1949 : Radar Patrol vs. Spy King de Fred C. Brannon : John Baroda
- 1949 : Samson et Dalila (Samson and Delilah) de Cecil B. DeMille : l'assistant du collecteur des taxes (non crédité)
- 1949 : The Adventures of Sir Galahad de Spencer Gordon Bennet : Ulric, le roi saxon

#### Années 1950
- 1950 : Fence Riders de Wallace Fox : Slater, l'acheteur de bétail
- 1950 : West of Wyoming (en) de Wallace Fox : Shériff
- 1950 : Le Petit Train du Far West (A Ticket to Tomahawk) de Richard Sale : Clayton
- 1950 : Arizona Territory (en) de Wallace Fox : Otis Kilburn
- 1950 : J'ai tué Billy le Kid (I Shot Billy the Kid) de William Berke : Bob Ollinger
- 1950 : Border Rangers de William Berke : Gans, homme de main
- 1950 : L'Étranger dans la cité (Walk Softly, Stranger) de Robert Stevenson : homme de main de Bowen
- 1950 : The Bandit Queen de William Berke : Hank

- 1951 : La Revanche des Sioux (en) (Oh! Susanna) de Joseph Kane : Barfly (non crédité)
- 1951 : Man from Sonora de Lewis D. Collins : Pete, homme de main
- 1951 : The Texas Rangers de Phil Karlson : Texas Ranger (non crédité)
- 1951 : Silver Canyon de John English : forgeron (non crédité)
- 1951 : L'épée de Monte-Cristo (en) (The Sword of Monte Cristo) de Maurice Geraghty : forgeron (non crédité)
- 1951 : Gold Raiders d'Edward Bernds : Clete

- 1952 : Sous le plus grand chapiteau du monde (The Greatest Show on Earth) de Cecil B. DeMille : Chuck
- 1952 : The Old West de George Archainbaud : un habitant de la ville (non crédité)
- 1952 : Trail Guide de Lesley Selander : Dale
- 1952 : La Peur du scalp (The Half-Breed) de Stuart Gilmore : le sergent messager (non crédité)
- 1952 : Le Lion et le cheval (The Lion and the Horse) de Louis King : un acheteur (non crédité)
- 1952 : Blue Canadian Rockies de George Archainbaud : Frenchy (non crédité)
- 1952 : Androclès et le Lion (Androcles and the Lion) de Chester Erskine : un officier

- 1953 : Salomé (Salome) de William Dieterle : un des participants au baptême (non crédité)
- 1953 : Saginaw Trail de George Archainbaud : trappeur avec un couteau (non crédité)
- 1953 : Règlement de comptes (The Big Heat) de Fritz Lang : un homme (non crédité)

- 1954 : Le Fantôme de la rue Morgue (Phantom of the Rue Morgue) de Roy Del Ruth : gardien d'animaux (non crédité)
- 1954 : Jungle Man-Eaters de Lee Sholem : homme d'équipage du navire français (non crédité)

- 1955 : Le Fils de Sinbad (Son of Sinbad) de Ted Tetzlaff : un garde (non crédité)

- 1956 : Les Dix Commandements (The Ten Commandments) de Cecil B. DeMille : assistant de l'architecte
- 1956 : Frontier Gambler de Sam Newfield : Shorty

- 1957 : Les Amours d'Omar Khayyam (Omar Khayyam) de William Dieterle : un noble (non crédité)

### Télévision
- 1949-1950 : The Lone Ranger : Joe Kean / Lieutenant Bannister
- 1950 : Dick Tracy : Swami
- 1951-1953 : Boston Blackie (2 épisodes)
- 1951-1953 : The Cisco Kid : divers rôles
- 1952-1955 : Adventures of Wild Bill Hickok : divers rôles
- 1953 : Les Aventures de Superman (Adventures of Superman) : Doc
- 1954 : The Roy Rogers Show
- 1954 : Your Favorite Story
- 1956 : The Man Called X (1 épisode)
- 1959 : The Life and Legend of Wyatt Earp : Mr. Reagan

## Voix francophones
Dans Le Grand Passage (Northwest Passage) de 1940, John Merton est doublé par William Sabatier.